# مو بار
مو بار (بالإنجليزية: Moe Barr)‏ مواليد 19 يونيو 1944 في بيتسبرغ، هو لاعب كرة سلة أمريكي معتزل. بدأ مسيرته الاحترافية في سنة 1970. حمل الرقم 19. يبلغ طوله 6 قدم 4 بوصة (1.9 م). لعب مع سكرامنتو كينغز في الدوري الأمريكي لكرة السلة للمحترفين. اعتزل اللعب في 1971.

## روابط خارجية
- مو بار على موقع إن بي أي (الإنجليزية)
- مو بار على موقع سبورتس رفرنس (الإنجليزية)
- مو بار على موقع كلية كرة السلة في سبورتس رفرنس.كوم (الإنجليزية)
- مو بار على موقع ريلجم (الإنجليزية)
- مو بار على موقع بروبوليرز (الإنجليزية)